# Super Bowl LI
Der Super Bowl LI war der 51. Super Bowl, das Endspiel der Saison 2016 der National Football League (NFL) im American Football. Das Spiel wurde am 5. Februar 2017 um 17:30 Uhr Ortszeit im NRG Stadium in Houston, der Heimspielstätte der Houston Texans, zwischen den Atlanta Falcons und den New England Patriots ausgetragen. Nach einem 28:28 in der regulären Spielzeit gewannen die Patriots in der Verlängerung (engl. overtime) mit 34:28. Erstmals in der Geschichte des Super Bowls und zum zweiten Mal in der NFL-Geschichte nach 1958 wurde damit ein Endspiel nicht nach regulärer Spielzeit entschieden. Nach einem zwischenzeitlichen Rückstand von 3:28 gelang den Patriots das größte Comeback in einem Super Bowl.
Der Quarterback der Gewinnermannschaft, Tom Brady, wurde zum Super Bowl MVP gewählt.
In der Halbzeitpause, die regelmäßig neben dem eigentlichen Endspiel hohe mediale Beachtung erfährt, trat Lady Gaga auf.

## Weg zum Super Bowl

### Atlanta Falcons
Die Atlanta Falcons unter Head Coach Dan Quinn gewannen die National Football Conference, nachdem sie in der Regular Season mit einer Bilanz von 11-5 Platz 2 der NFC-Setzliste holten und in den NFC-Play-offs nach einem Freilos zuerst die Seattle Seahawks mit 36:20, dann die Green Bay Packers mit 44:21 besiegten. Sie überzeugten mit einer starken Offense, die den Ligabestwert von 540 Punkten erzielte. Im Fokus stand Quarterback Matt Ryan, der Karrierebestwerte von 38 Touchdowns sowie 4.944 Yards Raumgewinn bei 7 Interceptions erzielte und in den Pro Bowl, das All-Star-Spiel der National Football League, gewählt wurde. Unterstützt wurde er vor allem von Wide Receiver Julio Jones (1.409 Yards Raumgewinn, 6 Touchdowns), Runningback Devonta Freeman (1.079 Yards Raumgewinn, 11 Touchdowns) sowie Center Alex Mack, die ebenfalls alle in den Pro Bowl gewählt wurden. In der Defense trumpfte Pro-Bowl-Defensive-End Vic Beasley mit dem Ligabestwert von 15,5 Quarterback Sacks auf, trotzdem galt das Team mit 406 gegnerischen Punkten (Platz 27 von 32 Teams) in der Abwehr als anfällig. Für die Falcons war es die zweite Super-Bowl-Teilnahme seit Super Bowl XXXIII, den sie mit 19:34 gegen die Denver Broncos verloren.

### New England Patriots
Die New England Patriots unter Head Coach Bill Belichick holten die American Football Conference, nachdem sie die reguläre Saison mit einer Bilanz von 14-2 auf Platz 1 der AFC-Setzliste beendeten und in den AFC-Play-offs nach einem Freilos die Houston Texans mit 34:16, dann die Pittsburgh Steelers mit 36:17 besiegten. Sie besaßen die nach Punkten stärkste Defense der Liga (nur 250 Gegnerpunkte), angeführt von den Pro-Bowl-Abwehrspielern Dont’a Hightower (Linebacker) sowie Devin McCourty (Free Safety), und waren auch in der Offense mit 441 erzielten Punkten (ligaweit Platz 3) gefährlich. Angeführt wurde ihr Angriff von Quarterback Tom Brady, der trotz vier Spielen Sperre (Deflategate-Affäre) 3.554 Yards Raumgewinn sowie 28 Touchdowns bei nur 2 Interceptions erzielte und in den Pro Bowl gewählt wurde, und in den Special Teams trug Pro-Bowl-Gunner Matthew Slater dazu bei, dass gegnerische Kick Returner bzw. Punt Returner neutralisiert wurden. Für die Patriots war es die neunte Super-Bowl-Teilnahme (NFL-Rekord), wovon sie zuvor vier gewannen, zuletzt den Super Bowl XLIX. Belichick und Brady errangen ihren jeweils fünften Super-Bowl-Sieg, was für Starting-Quarterbacks bzw. Head Coaches eine neue Rekordmarke darstellt.

## Play-offs
Die Play-offs begannen am 7. Januar 2017.
| Play-off-Setzliste |                                      |                                    |
| Position           | AFC                                  | NFC                                |
| 1                  | New England Patriots (East-Gewinner) | Dallas Cowboys (East-Gewinner)     |
| 2                  | Kansas City Chiefs (West-Gewinner)   | Atlanta Falcons (South-Gewinner)   |
| 3                  | Pittsburgh Steelers (North-Gewinner) | Seattle Seahawks (West-Gewinner)   |
| 4                  | Houston Texans (South-Gewinner)      | Green Bay Packers (North-Gewinner) |
| 5                  | Oakland Raiders                      | New York Giants                    |
| 6                  | Miami Dolphins                       | Detroit Lions                      |

|  | Wild Card Round             | Wild Card Round         | Wild Card Round         |                              |             | Divisional Round        | Divisional Round              | Divisional Round              |                               |  | Conference Championships | Conference Championships | Conference Championships |  |  | Super Bowl | Super Bowl | Super Bowl |
|  |                             |                         |                         |                              |             |                         |                               |                               |                               |  |                          |                          |                          |  |  |            |            |            |
|  | 8. Jan. – Lambeau Field     | 8. Jan. – Lambeau Field | 8. Jan. – Lambeau Field |                              |             | 15. Jan. – AT&T Stadium | 15. Jan. – AT&T Stadium       | 15. Jan. – AT&T Stadium       |                               |  |                          |                          |                          |  |  |            |            |            |
|  | 8. Jan. – Lambeau Field     | 8. Jan. – Lambeau Field | 8. Jan. – Lambeau Field | 1                            | Dallas      | 31                      |                               |                               |                               |  |                          |                          |                          |  |  |            |            |            |
|  | 4                           | Green Bay               | 38                      | 1                            | Dallas      | 31                      | 22. Januar – Georgia Dome     | 22. Januar – Georgia Dome     | 22. Januar – Georgia Dome     |  |                          |                          |                          |  |  |            |            |            |
|  | 4                           | Green Bay               | 38                      | 4                            | Green Bay   | 34                      | 22. Januar – Georgia Dome     | 22. Januar – Georgia Dome     | 22. Januar – Georgia Dome     |  |                          |                          |                          |  |  |            |            |            |
|  | 5                           | New York Giants         | 13                      | 4                            | Green Bay   | 34                      | 22. Januar – Georgia Dome     | 22. Januar – Georgia Dome     | 22. Januar – Georgia Dome     |  |                          |                          |                          |  |  |            |            |            |
|  | 5                           | New York Giants         | 13                      | 14. Jan. – Georgia Dome      |             |                         | 22. Januar – Georgia Dome     | 22. Januar – Georgia Dome     | 22. Januar – Georgia Dome     |  |                          |                          |                          |  |  |            |            |            |
|  |                             |                         |                         | 2                            | Atlanta     | 44                      |                               |                               |                               |  |                          |                          |                          |  |  |            |            |            |
|  | NFC                         |                         |                         | 2                            | Atlanta     | 44                      |                               |                               |                               |  |                          |                          |                          |  |  |            |            |            |
|  |                             | 4                       | Green Bay               | 21                           |             |                         |                               |                               |                               |  |                          |                          |                          |  |  |            |            |            |
|  | 7. Jan. – CenturyLink Field | 4                       | Green Bay               | 21                           |             |                         |                               |                               |                               |  |                          |                          |                          |  |  |            |            |            |
|  | NFC Championship            |                         |                         |                              |             |                         |                               |                               |                               |  |                          |                          |                          |  |  |            |            |            |
|  | 2                           | Atlanta                 | 36                      |                              |             |                         |                               |                               |                               |  |                          |                          |                          |  |  |            |            |            |
|  | 2                           | Atlanta                 | 36                      | 3                            | Seattle     | 26                      | 5. Februar – NRG Stadium      | 5. Februar – NRG Stadium      | 5. Februar – NRG Stadium      |  |                          |                          |                          |  |  |            |            |            |
|  | 3                           | Seattle                 | 20                      | 3                            | Seattle     | 26                      | 5. Februar – NRG Stadium      | 5. Februar – NRG Stadium      | 5. Februar – NRG Stadium      |  |                          |                          |                          |  |  |            |            |            |
|  | 3                           | Seattle                 | 20                      | 6                            | Detroit     | 6                       | 5. Februar – NRG Stadium      | 5. Februar – NRG Stadium      | 5. Februar – NRG Stadium      |  |                          |                          |                          |  |  |            |            |            |
|  | 14. Jan. – Gillette Stadium |                         |                         | 6                            | Detroit     | 6                       | 5. Februar – NRG Stadium      | 5. Februar – NRG Stadium      | 5. Februar – NRG Stadium      |  |                          |                          |                          |  |  |            |            |            |
|  | 7. Jan. – NRG Stadium       | 7. Jan. – NRG Stadium   | 7. Jan. – NRG Stadium   | N2                           | Atlanta     | 28                      |                               |                               |                               |  |                          |                          |                          |  |  |            |            |            |
|  | 7. Jan. – NRG Stadium       | 7. Jan. – NRG Stadium   | 7. Jan. – NRG Stadium   | N2                           | Atlanta     | 28                      |                               |                               |                               |  |                          |                          |                          |  |  |            |            |            |
|  | 7. Jan. – NRG Stadium       | 7. Jan. – NRG Stadium   | 7. Jan. – NRG Stadium   |                              | A1          | New England             | 34*                           |                               |                               |  |                          |                          |                          |  |  |            |            |            |
|  | 7. Jan. – NRG Stadium       | 7. Jan. – NRG Stadium   | 7. Jan. – NRG Stadium   |                              | A1          | New England             | 34*                           |                               |                               |  |                          |                          |                          |  |  |            |            |            |
|  | 7. Jan. – NRG Stadium       | 7. Jan. – NRG Stadium   | 7. Jan. – NRG Stadium   | Super Bowl LI                |             |                         |                               |                               |                               |  |                          |                          |                          |  |  |            |            |            |
|  | 7. Jan. – NRG Stadium       | 7. Jan. – NRG Stadium   | 7. Jan. – NRG Stadium   | 1                            | New England | 34                      |                               |                               |                               |  |                          |                          |                          |  |  |            |            |            |
|  | 4                           | Houston                 | 27                      | 1                            | New England | 34                      | 22. Januar – Gillette Stadium | 22. Januar – Gillette Stadium | 22. Januar – Gillette Stadium |  |                          |                          |                          |  |  |            |            |            |
|  | 4                           | Houston                 | 27                      | 4                            | Houston     | 16                      | 22. Januar – Gillette Stadium | 22. Januar – Gillette Stadium | 22. Januar – Gillette Stadium |  |                          |                          |                          |  |  |            |            |            |
|  | 5                           | Oakland                 | 14                      | 4                            | Houston     | 16                      | 22. Januar – Gillette Stadium | 22. Januar – Gillette Stadium | 22. Januar – Gillette Stadium |  |                          |                          |                          |  |  |            |            |            |
|  | 5                           | Oakland                 | 14                      | 15. Jan. – Arrowhead Stadium |             |                         | 22. Januar – Gillette Stadium | 22. Januar – Gillette Stadium | 22. Januar – Gillette Stadium |  |                          |                          |                          |  |  |            |            |            |
|  |                             |                         |                         | 1                            | New England | 36                      |                               |                               |                               |  |                          |                          |                          |  |  |            |            |            |
|  | AFC                         |                         |                         | 1                            | New England | 36                      |                               |                               |                               |  |                          |                          |                          |  |  |            |            |            |
|  |                             | 3                       | Pittsburgh              | 17                           |             |                         |                               |                               |                               |  |                          |                          |                          |  |  |            |            |            |
|  | 8. Jan. – Heinz Field       | 3                       | Pittsburgh              | 17                           |             |                         |                               |                               |                               |  |                          |                          |                          |  |  |            |            |            |
|  | AFC Championship            |                         |                         |                              |             |                         |                               |                               |                               |  |                          |                          |                          |  |  |            |            |            |
|  | 2                           | Kansas City             | 16                      |                              |             |                         |                               |                               |                               |  |                          |                          |                          |  |  |            |            |            |
|  | 2                           | Kansas City             | 16                      | 3                            | Pittsburgh  | 30                      |                               |                               |                               |  |                          |                          |                          |  |  |            |            |            |
|  | 3                           | Pittsburgh              | 18                      | 3                            | Pittsburgh  | 30                      |                               |                               |                               |  |                          |                          |                          |  |  |            |            |            |
|  | 3                           | Pittsburgh              | 18                      | 6                            | Miami       | 12                      |                               |                               |                               |  |                          |                          |                          |  |  |            |            |            |
|  |                             |                         |                         | 6                            | Miami       | 12                      |                               |                               |                               |  |                          |                          |                          |  |  |            |            |            |

- Die Mannschaft mit der niedrigeren Setznummer hatte Heimrecht.
- (*) nach Verlängerung

## Spielverlauf

### 1. Halbzeit
Nach einem punktelosen ersten Quarter erzielten die Falcons im zweiten Viertel in kurzer Folge drei Touchdowns. Zunächst lief Runningback Devonta Freeman aus fünf Yards Distanz das erste Mal in die Endzone. Matt Bryant war mit dem Point after Touchdown (PAT) erfolgreich und es stand ATL 7, NE 0. Nachdem die Falcons-Defense einen Fumble von Patriots-Runningback LeGarrette Blount erzwungen hatte, vollendete Falcons-Quarterback Matt Ryan aus 19 Yards einen Touchdown-Wurf auf Tight End Austin Hooper. Matt Bryant war mit PAT erfolgreich. Falcons-Cornerback Robert Alford gelang nach einer Interception von Patriots-Quarterback Tom Brady ein 82-Yard-Touchdown, und nach einem weiteren erfolgreichen PAT von Matt Bryant stand es 21:0 für Atlanta. Sekunden vor der Halbzeitpause konnte Patriots-Kicker Stephen Gostkowski ein Field Goal zum 3:21 aus Sicht der Patriots erzielen.

### 2. Halbzeit
Zu Beginn des dritten Quarters baute Falcons-Runningback Tevin Coleman durch einen weiteren Touchdown die Führung aus. Matt Bryant erzielte erneut einen PAT zum ATL 28, NE 3. Scheinbar eine Vorentscheidung, denn nie hatte ein Super-Bowl-Team nach einem Rückstand von mehr als zehn Punkten gewonnen. Die Patriots schlugen kurz darauf durch ihren ersten Touchdown durch Runningback James White zurück, NE 9, ATL 28. Der PAT-Versuch von Stephen Gostkowski war erfolglos. Um in Ballbesitz zu bleiben, versuchten die Patriots einen Onside Kick, der aber von den Falcons erobert wurde.
Nachdem Atlanta nach der folgenden Angriffsserie mangels Raumgewinn punten musste, führte Patriots-Quarterback Tom Brady am Anfang des vierten Quarters sein Team an die 7-Yards-Linie, heraus sprang aber nur ein weiteres Field Goal von Gostkowski (NE 12, ATL 28). Kurz darauf gelang Patriots-Linebacker Dont’a Hightower ein Quarterback Sack gegen Falcons-Quarterback Matt Ryan, der den Football fumblete, so dass ihn Patriots-Lineman Alan Branch eroberte. Wenig später warf Brady seinen ersten Touchdown auf Wide Receiver Danny Amendola. Anschließend war eine Two-Point Conversion durch James White erfolgreich, NE 20; ATL 28. In der folgenden Falcons-Angriffsserie schien die Vorentscheidung zu fallen, als Wide Receiver Julio Jones vier Minuten vor Schluss den Ball an der 22-Yards-Linie fing – ein erfolgreiches Field Goal aus dieser kurzen Distanz hätte den Vorsprung auf elf Punkte ausgebaut, mehr als die acht Punkte, die es maximal für eine erfolgreiche Angriffsserie gibt (sechs durch Touchdown plus zwei durch Two-Point Conversion). Allerdings verloren die Falcons in den nächsten drei Spielzügen nach einem misslungenen Lauf, einem Quarterback Sack von Patriots-Lineman Trey Flowers und einer Strafe wegen illegalen Haltens insgesamt 23 Yards Raumgewinn, so dass ein Field Goal unmöglich war und sie den Ball an die Patriots zurück punten mussten. In der folgenden Angriffsserie wurde ein Wurf von Brady von Cornerback Robert Alford touchiert und fast interceptet, doch Patriots-Wide-Receiver Julian Edelman gelang es trotz Dreifachdeckung, den Football Millimeter über der Grasnarbe zu fangen und einen wichtigen 23-Yards-Catch zu vollenden. 57 Sekunden vor Schluss egalisierten die Patriots den Acht-Punkte-Rückstand durch einen weiteren Touchdown von White und erfolgreicher Two-Point-Conversion (Wurf Brady auf Amendola, NE 28, ATL 28).

### OT
In der Overtime gewannen die Patriots den Münzwurf und gelangten ausschließlich mit 1. und 2. Downs an die Endzone der Falcons, so dass Runningback James White aus zwei Yards den Touchdown zum Sieg erlaufen konnte (NE 34, ATL 28).

### Resümee
Das Spiel wurde wegen der historischen Aufholjagd der Patriots und als erster Overtime-Super-Bowl als einer der besten Super Bowls bezeichnet. Auf Seite der Patriots wurde Tom Brady dafür gelobt, „das beste Comeback in der Geschichte des Super Bowls“ angeführt zu haben, unterstützt von Julian Edelmans „unglaublichem“ 23-Yards-Fang trotz Dreifachdeckung, durch den die Patriots kurz vor Schluss überhaupt in die Nähe der Endzone der Falcons kamen. Die Schuld am Einbruch der Falcons wurde vor allem Kyle Shanahan gegeben, dem Offensive Coordinator der Falcons, da er im vierten Viertel aggressive Passspielzüge über den Quarterback anstelle sicherer Laufspielzüge über die Runningbacks bevorzugte. Dies trug dazu bei, dass Quarterback Matt Ryan zuerst einen Sack mit Fumble erlitt, durch den die Patriots auf 28:20 verkürzten, und dass die Falcons kurz vor Schluss anstelle eines kurzen Field Goals (was den Vorsprung auf kaum aufholbare 11 Punkte erhöht hätte) den Patriots die Chance gaben, die Falcons durch einen weiteren Sack aus der Distanz für ein Field Goal zu vertreiben – was sie prompt auch taten. Shanahan verteidigte sich, dass die Falcons durch ihre aggressive Offense viele Spiele gewonnen hätten, doch bei den Falcons herrschte das Gefühl vor, zu viel riskiert zu haben. Ein weiterer Faktor war die Tatsache, dass die Patriots viel längere Angriffsserien fuhren, so dass die Offense der Falcons nur für 46 Spielzüge auf dem Platz war, ihre Defense dagegen für 93 Plays (d. h. das Äquivalent von anderthalb normalen Footballspielen) und daher in der Schlussphase physisch nachließ.

### Punkteübersicht
- 1st Quarter
  - 0:0
- 2nd Quarter
  - ATL – Devonta Freeman 5-Yards-TD-Lauf (Kick Matt Bryant), 12:15. Falcons 7:0. Drive: 5 Spielzüge, 71 Yards, 1:53 Minuten.
  - ATL – Austin Hooper 19-Yards-TD-Pass von Matt Ryan (Kick Matt Bryant), 8:48. Falcons 14:0. Drive: 5 Spielzüge, 62 Yards, 1:49 Minuten.
  - ATL – Robert Alford 82-Yards-INT-Return (Kick Matt Bryant), 2:21. Falcons 21:0.
  - NE – Stephen Gostkowski 41-Yards-FG, 0:02. Falcons 21:3. Drive: 11 Spielzüge, 52 Yards, 2:19 Minuten.
- 3rd Quarter
  - ATL – Tevin Coleman 6-Yards-TD-Pass von Matt Ryan (Kick Matt Bryant), 8:31. Falcons 28:3. Drive: 8 Spielzüge, 85 Yards, 4:14 Minuten.
  - NE – James White 5-Yards-TD-Pass von Tom Brady (Kick Stephen Gostkowski, rechts vorbei), 2:06. Falcons 28:9. Drive: 13 Spielzüge, 75 Yards, 6:25 Minuten.
- 4th Quarter
  - NE – Stephen Gostkowski 33-Yards-FG, 9:44. Falcons 28:12. Drive: 12 Spielzüge, 72 Yards, 5:07 Minuten.
  - NE – Danny Amendola 6-Yards-TD-Pass von Tom Brady (Two-Point Conversion James White), 5:56. Falcons 28:20. Drive: 5 Spielzüge, 25 Yards, 2:28 Minuten.
  - NE – James White 1-Yard-TD-Lauf (Two-Point Conversion Danny Amendola, Pass Tom Brady), 0:57. 28:28. Drive: 10 Spielzüge, 91 Yards, 2:33 Minuten.
- Overtime
  - NE – James White 2-Yards-TD-Lauf (kein Kick, keine Two-Point Conversion, Spiel aus), 11:02. Patriots 34:28. Drive: 8 Spielzüge, 75 Yards, 3:58 Minuten.

## Auszeichnungen und Rekorde
In diesem Spiel wurden insgesamt 31 Super-Bowl-Rekorde gebrochen oder eingestellt. Patriots-Starting-Quarterback Tom Brady und Patriots-Head Coach Bill Belichick gewannen jeweils ihren fünften Super Bowl, was für Starting-Quarterbacks bzw. Head Coaches einen Rekord darstellte. Brady wurde nach Charles Haley der zweite Spieler mit fünf Super-Bowl-Siegen und holte als erster Spieler zum vierten Mal den Super Bowl MVP. Im Spiel selbst erwarf er 466 Yards Raumgewinn, indem er 43 seiner 62 Würfe erfolgreich komplettierte (alles Super-Bowl-Rekordwerte), unterstützt von James White mit dem Super-Bowl-Bestwert von 14 Catches. Brady und White trugen dazu bei, dass die Patriots einen Rekordrückstand von 25 Punkten in einen Sieg umwandeln konnten (vorheriger Rekord: Sieg nach 10 Punkten Rückstand). Die Patriots sind nun zudem das erste Team, welches in der Verlängerung den Super Bowl gewann, und siegte, obwohl es bis zum letzten Spielzug keine Sekunde lang in Führung gelegen hatte.
Matt Ryan erreichte mit 144.1 das beste Quarterback Rating eines unterlegenen Quarterbacks und das viertbeste überhaupt in der Geschichte des Superbowls.

## Startaufstellungen
| New England       | Position | Position | Atlanta            |
| ----------------- | -------- | -------- | ------------------ |
| Offense           |          |          |                    |
| Chris Hogan       | WR       | WR       | Julio Jones        |
| Nate Solder       | LT       | LT       | Jake Matthews      |
| Joe Thuney        | LG       | LG       | Andy Levitre       |
| David Andrews     | C        | C        | Alex Mack          |
| Shaq Mason        | RG       | RG       | Chris Chester      |
| Marcus Cannon     | RT       | RT       | Ryan Schraeder     |
| Martellus Bennett | TE       | TE       | Levine Toilolo     |
| Julian Edelman    | WR       | WR       | Mohamed Sanu       |
| Tom Brady         | QB       | QB       | Matt Ryan          |
| Malcolm Mitchell  | WR       | RB       | Devonta Freeman    |
| Dion Lewis        | RB       | FB       | Patrick DiMarco    |
| Defense           |          |          |                    |
| Duron Harmon      | DB       | DE       | Dwight Freeney     |
| Alan Branch       | DT       | DT       | Ra’Shede Hageman   |
| Malcom Brown      | DT       | DB       | Brian Poole        |
| Trey Flowers      | RE       | DE       | Grady Jarrett      |
| Shea McClellin    | LB       | LB       | Vic Beasley        |
| Dont’a Hightower  | LB       | LB       | Deion Jones        |
| Rob Ninkovich     | LB       | LB       | De’Vondre Campbell |
| Logan Ryan        | RCB      | RCB      | Robert Alford      |
| Malcolm Butler    | LCB      | LCB      | Jalen Collins      |
| Patrick Chung     | S        | S        | Ricardo Allen      |
| Devin McCourty    | S        | S        | Keanu Neal         |

## Übertragung
In Deutschland wurde der Super Bowl von Sat.1 ab 22:45 Uhr übertragen, davor sendete ProSieben Maxx ab 20:15 Uhr eine Countdown-Sendung. Als Kommentatoren berichteten Frank Buschmann, Patrick Esume und Icke Dommisch. Außerdem berichtete – wie im Vorjahr – der Ex-NFL-Spieler Markus Kuhn.
In Österreich übertrug Puls 4 ab 22:40 Uhr. Kommentatoren waren die Romypreisträger Walter Reiterer und Michael Eschlböck.
Zudem übertrug der Streaming-Dienst DAZN das Spiel in Deutschland, Österreich und der Schweiz wahlweise mit deutschem oder US-Originalkommentar. Kommentiert wurde das Spiel von Franz Büchner und Volker Schenk.
In den Vereinigten Staaten wurde das Spiel von Fox übertragen.

## Kontroverse
Mehrere Patriots-Spieler erklärten, den traditionellen Empfang des Super-Bowl-Siegerteams am Weißen Haus durch den Präsidenten der Vereinigten Staaten zu boykottieren, da sie nicht mit der Politik des Amtsinhabers Donald Trump einverstanden sind.